# مارینا شمونینا
مارینا شمونینا (انگلیسی: Marina Shmonina؛ زادهٔ ۹ فوریهٔ ۱۹۶۵) دونده اهل شوروی بود.
وی در مسابقات بین‌المللی در مجموع برندهٔ ۴ مدال طلا و ۲ مدال نقره شده‌است. 